# Adnan Nezirov
Adnan Nezirov (3. listopada 1988., Bihać) bosanskohercegovački je pjevač narodne glazbe. Pobjednik je zabavnog šoua »Zvezde Granda«.

## Biografija
Završio je srednju elektrotehničku školu. Pobijedio je na bosanskohercegovačkom glazbenom natjecanju ZMBT u sezoni 2009./2010. Također je sudjelovao i u Zvijezdama Granda gdje je u finalu zauzeo 3. mjesto po izboru publike 2017. godine.

## Diskografija
Albumi
- Daleko si, 2011.

### Singlovi
- Zavoli me, 2015.
- Neću ja ljubav drugu, 2018.
- Drži me da ne padnem, 2019.
- Braća (duet sa Mirzom Delićem), 2020.